# Bieniewo
Bieniewo (deutsch Benern) ist ein Dorf in der Landgemeinde Lubomino (Arnsdorf) im Powiat Lidzbarski (Kreis Heilsberg) der polnischen Woiwodschaft Ermland-Masuren.

## Geographische Lage
Das Dorf liegt im historischen Ostpreußen, etwa 19 Kilometer westsüdwestlich von Lidzbark Warmiński (Heilsberg)und 38 Kilometer nördlich von Olsztyn (Allenstein).

## Geschichte

Benern östlich von Wormditt und westlich von Heilsberg auf einer Landkarte von 1910

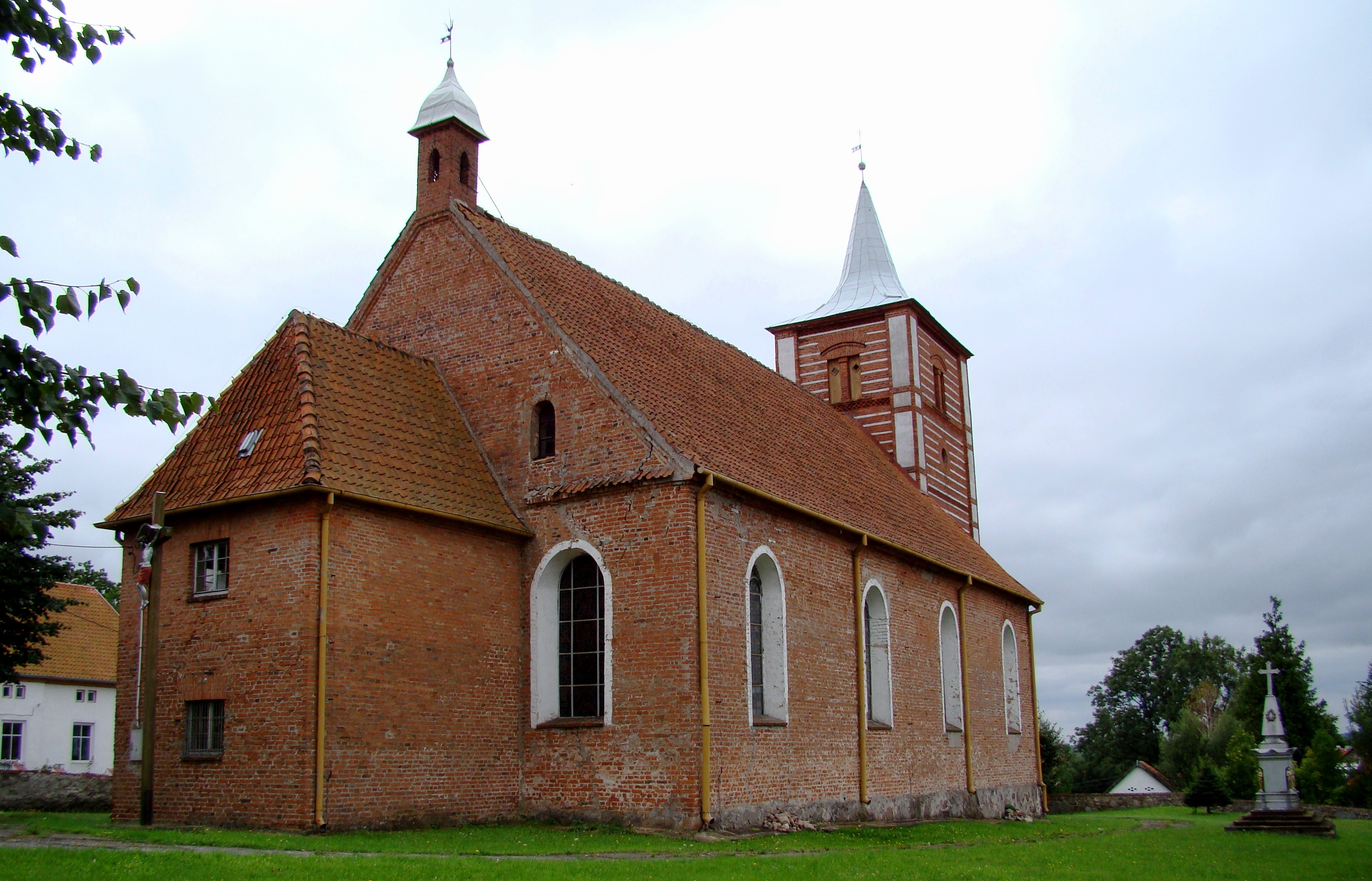
Dorfkirche St. Maria Magdalena

Im Jahre 1316 wurde dem damaligen Benern vom Ermländischen Bischof Eberhard von Neisse die Handfeste verliehen. Der Ort entwickelte sich sehr bald zu einem Kirchdorf.
1874 wurde Benern ein Amtsdorf und damit namensgebend für einen Amtsbezirk im ostpreußischen Kreis Heilsberg. Ihm waren drei Dörfer zugeordnet:
| Deutscher Name  | Polnischer Name |
| --------------- | --------------- |
| Benern          | Bieniewo        |
| Freimarkt       | Wolnica         |
| Friedrichsheide | Poborowo        |

Der Amtsbezirk bestand bis 1945.
Im Jahr 1945 gehörte Benern zum Kreis Heilsberg im Regierungsbezirk Königsberg der Provinz Ostpreußen des Deutschen Reichs.
Gegen Ende des Zweiten Weltkriegs wurde die Region Anfang 1945 von der Roten Armee besetzt und gemäß dem Potsdamer Abkommen zusammen mit der südlichen Hälfte Ostpreußens zum Bestandteil der Volksrepublik Polen. Die eingesessenen Dorfbewohner wurden in der darauf folgenden Zeit aus Benern vertrieben.

### Demographie
| Jahr | Einwohner | Anmerkungen         |
| ---- | --------- | ------------------- |
| 1816 | 284       | [ 3 ]               |
| 1858 | 525       | sämtlich Katholiken |
| 1871 | 570       | [ 5 ]               |
| 1910 | 699       | [ 6 ]               |
| 1933 | 644       | [ 7 ]               |
| 1939 | 598       | [ 7 ]               |

## Religion
Benern resp. Bieniewo ist ein römisch-katholischer Pfarrort im Erzbistum Ermland. 
Evangelischerseits war Benern bis 1945 in die Kirche Rogiedle (Regerteln) in der Kirchenprovinz Ostpreußen der Kirche der Altpreußischen Union eingegliedert. Heute ist das Dorf der Diözese Masuren der Evangelisch-Augsburgischen Kirche in Polen zugeordnet.

## Verkehr
Bieniewo liegt an er Nebenstraße 1403N, die bei Lubomino (Arnsdorf) von der Woiwodschaftsstraße 507 abzweigt und über Wolnica (Freimarkt) nach Łaniewo (Launau) führt. In Bienowo endet die von Gronowo (Gronau) kommende Nebenstraße 1413N.
Die nächste Bahnstation ist Lubomino. Sie liegt an der Bahnstrecke Olsztyn Gutkowo–Braniewo der Polnischen Staatsbahn.